# 拿騷-迪茨的阿馬莉
拿騷-迪茨的阿馬莉（荷蘭語：Amalie van Nassau-Dietz，1710年10月23日—1777年9月18日），巴登-杜拉赫藩侯世子夫人，奧蘭治親王約翰·威廉·弗里索的女兒。

## 家庭
1727年，阿馬莉與巴登-杜拉赫藩侯卡爾三世·威廉之子腓特烈結婚，兩人共有兩個兒子：
1. 卡爾·腓特烈（1728年—1811年），1806年成為巴登大公
2. 威廉·路德維希（1732年—1788年）